# Nachwuchsstiftung Maschinenbau
Die Nachwuchsstiftung Maschinenbau gGmbH (NWSMB) ist eine Stiftung des deutschen Maschinen- und Anlagenbaus mit Hauptsitz in Frankfurt am Main. Die Stiftung wurde 2009 als VDW-Nachwuchsstiftung vom VDW gegründet und firmiert seit 2017 als gemeinsame Stiftung des VDW und des VDMA unter ihrem heutigen Namen. Sie versteht sich als Partner der beruflichen Bildung und widmet sich aktuellen Herausforderungen der Digitalisierung sowie der Nachwuchs- und Fachkräftegewinnung im Maschinen- und Anlagenbau. Vor dem Hintergrund ihrer Trägerschaft fungiert die Nachwuchsstiftung deutschlandweit als Ansprechpartner für rund 3.200 Unternehmen.
Von ihren beiden Standorten in Bielefeld und Tübingen aus setzt die Nachwuchsstiftung unterschiedliche Projekte auf lokaler, Landes- und Bundesebene um. Sie beschäftigt 34 Angestellte.
2019 feierte die Nachwuchsstiftung Maschinenbau ihr zehnjähriges Bestehen.

## Fördermitglieder
Fördermitglieder sind:
- Beckhoff Automation GmbH & Co. KG, Verl
- DMG Mori Aktiengesellschaft, Bielefeld
- DR. JOHANNES HEIDENHAIN GmbH, Traunreut
- EMCO Magdeburg GmbH, Magdeburg
- FANUC Deutschland GmbH, Neuhausen a.d.F.
- Haimer GmbH, Igenhausen
- Hartmetall-Werkzeugfabrik Paul Horn GmbH, Tübingen
- Körber AG, Hamburg
- OPEN MIND Technologies AG, Wessling
- Parker Hannifin Manufacturing Germany GmbH & Co. KG, Bielefeld
- Roboris-Deutschland GmbH, Bergisch Gladbach
- Siemens AG, Erlangen
- SolidCAM GmbH, Schramberg
- United Grinding GmbH, Hamburg

## Zertifizierung berufsbildender Schulen
In Kooperation mit den zuständigen Ministerien der Länder zertifiziert die Nachwuchsstiftung Maschinenbau seit 2011 berufsbildende Schulen im Bereich der rechnergestützten Fertigung. Nach erfolgreicher Auditierung der Bereiche „Lehrerpersonal“, „Ausstattung“, „Didaktik und Methodik“ sowie „Lernortkooperation“ wird ein Qualitätszertifikat der Nachwuchsstiftung und des jeweils zuständigen Schulministeriums verliehen.
Bisher wurden deutschlandweit 19 Schulen durch die Nachwuchsstiftung zertifiziert.